# Anagennisi Karditsa
El Anagennisi Karditsa (en griego: Αναγέννηση Καρδίτσας) es un club social y deportivo de Karditsa, Grecia cuyo principal actividad es el fútbol. El club fue fundado el 16 de octubre de 1904, y por eso es uno de los equipos más antiguos de Grecia (el quinto más antiguo) y los colores del uniforme del equipo son el amarillo y el negro.
El club de fútbol actualmente juega en la Segunda Superliga de Grecia y su sede es el Dimotiko Stadio Karditsas  que tiene una capacidad de 4600 aficionados.

## Palmarés
- Third Division (3): 1969, 1992–93, 1996–97
- Fourth Division (3): 1991–92, 2011–12, 2020–21
- Greek Football Amateur Cup (1): 1980–81
- Campeonato Thessaly FCA (2): 1961–62, 1962–63
- Cop Karditsa FCA  (4): 1980–81, 2001–02, 2003–04, 2011–12
- Supercopa Karditsa FCA  (1): 2011–22